# Vergennes (Illinois)
Vergennes é uma vila localizada no estado americano de Illinois, no Condado de Jackson.

## Demografia
Segundo o censo americano de 2000, a sua população era de 491 habitantes.
Em 2006, foi estimada uma população de 325, um decréscimo de 166 (-33.8%).

## Geografia
De acordo com o United States Census Bureau tem uma área de
0,9 km², dos quais 0,9 km² cobertos por terra e 0,0 km² cobertos por água. Vergennes localiza-se a aproximadamente 119 m acima do nível do mar.

## Localidades na vizinhança
O diagrama seguinte representa as localidades num raio de 16 km ao redor de Vergennes.